# Takuja Honda
Takuja Honda (japonsko 本田 拓也), japonski nogometaš, * 17. april 1985.
Za japonsko reprezentanco je odigral dve uradni tekmi.